# Paris School of Business
Paris School of Business (ranije ESG Management School) je europska poslovna škola s razvedenim kampusom smještenim u Parizu i Rennesu. Osnovana 1974.
Svi programi imaju trostruku akreditaciju međunarodnih udruga AMBA, IACBE, i CGE. Škola ima istaknute apsolvente u poslovnom svijetu i u politici, kao što su primjerice Franck Louvrier (CEO Publicis Events) i Vianney (Pjevačica).

## Vanjske poveznice
- Službena stranica